# Miroslav Michalec
Miroslav Michalec (23. listopadu 1961 Smolenice – 17. března 2016 Brno) byl slovenský politik SNS, po sametové revoluci československý poslanec Sněmovny lidu Federálního shromáždění, v 90. letech poslanec Národní rady SR.

## Biografie
Získal středoškolské vzdělání s maturitou. Ve volbách roku 1992 byl za SNS zvolen do Sněmovny lidu. Ve Federálním shromáždění setrval do zániku Československa v prosinci 1992.
V parlamentních volbách na Slovensku roku 1994 kandidoval za SNS. Poslancem se stal až dodatečně roku 1996 jako náhradník poté, co poslanec Kamil Haťapka odešel do diplomatických služeb. V Národní radě SR setrval do roku 1998. Za ministra obrany Jána Sitka působil Michalec jako šéf oddělení pro styk s vládou a parlamentem a později jako vedoucí úřadu ministerstva. V parlamentu měl (pro svou hmotnost) ironickou přezdívku „drobček“. V roce 1998 mu byl udělen Řád Andreje Hlinky. V roce 2006 se stal asistentem poslance Rudolfa Pučíka.
Během rozkolu v SNS přešel do nové formace Pravá Slovenská národná strana, za kterou kandidoval neúspěšně v parlamentních volbách roku 2002. Profesně je uváděn tehdy jako technik, bytem Majcichov. V roce 2004 se zmiňuje coby předseda okresní rady PSNS Pezinok.
Zemřel v březnu 2016 v nemocnici v Brně.